# 相原巨典
相原 巨典（あいはら きょすけ、1927年6月5日 - 1990年3月2日）は、日本の俳優。本名は相原 巨介。
東京府東京市蒲田区出身。日本大学芸術学部映画学科中退。東宝、日活 を経て、東京俳優生活協同組合に所属していた。

## 人物・略歴
1946年、東宝ニューフェイス第1期に合格。1955年に日活へ移籍。映画やテレビドラマなどで脇役として活躍した。
1990年3月2日、狭心症のため死去。62歳没。
特技は柔道、乗馬、殺陣。

## 出演

### 映画
- 音楽五人男（1947年、東宝） - 進行係
- 春の饗宴（1947年、東宝） - 城春太郎
- 与太者と天使（1950年、東宝）- 相原秋雄 ※大村千吉、水谷史郎と与太者トリオとして主演
- 決闘の河（1950年、東宝） - バタ屋 ※与太者トリオとして出演
- 江戸一寸の虫（1955年、日活） - 古田主税
- 殺したのは誰だ（1957年、日活） - カメラ商
- 荒城の月（1958年、東宝） - 平作
- 事件記者シリーズ（日活）
  - 事件記者（1959年） - 桑原記者（中央日日）
  - 事件記者 真昼の恐怖（1959年） - 桑原記者（中央日日）
  - 事件記者 仮面の脅迫（1959年） - 桑原記者（中央日日）
  - 事件記者 姿なき狙撃者（1959年） - 桑原記者（中央日日）
  - 事件記者 影なき男（1959年） - 桑原記者（中央日日）
  - 事件記者 深夜の目撃者（1959年） - 桑原記者（中央日日）
  - 事件記者 時限爆弾（1960年） - 桑原記者（中央日日）
  - 事件記者 狙われた十代（1960年） - 桑原記者（中央日日）
  - 事件記者 拳銃貸します（1962年） - 岡本記者（新日本タイムス）
  - 事件記者 影なき侵入者（1962年） - 岡本記者（新日本タイムス）
- 若い川の流れ（1959年、日活） - 田村課長（庶務課）
- 山と谷と雲（1959年、日活） - 山川
- 今日に生きる（1959年、日活） - ロックン
- 錆びたナイフ（1960年、日活） - 村松
- 東京の暴れん坊（1960年、日活） - 浅井隆三
- 青年の樹（1960年、日活） - 江田
- 金門島にかける橋（1962年、日活） - 東方大飯店支配人
- 浅草の灯 踊子物語（1964年、日活） - 仁村
- 何処へ（1964年、日活） - 矢吹先生
- ギター抱えたひとり旅（1964年、日活） - 立ち退きを強要される喫茶店の店主
- 結婚相談（1965年、日活） - 門田
- 青春のお通り 愛して泣いて突っ走れ!（1966年、日活） - 平橋部長
- 斜陽のおもかげ（1967年、日活） - 試験主任
- 夜の牝 花と蝶（1969年、日活） - 沢田
- 涙の季節（1969年、日活） - 石丸栄太郎
- 残酷おんな情死（1970年、日活）
- 戦争と人間 第二部・愛と悲しみの山河（1971年、日活）
- 華麗なる一族（1974年、東宝） - 阪神特殊鋼幹部
- この子の七つのお祝いに（1982年、松竹 / 角川春樹事務所）
- ハイティーン・ブギ（1982年、東宝） - 松田
- 竜二（1983年、東映セントラルフィルム） - 弁護士
- 小説吉田学校（1983年、東宝）※ノンクレジット
- マルサの女2（1988年、東宝） - 地鎮祭の客
- あげまん（1990年、東宝） - 政治家

### テレビドラマ
- 若い日記（1954年、NHK）
- テレビ劇場 / 地方紙を買う女（1957年、NHK） - 市村記者
- 忠臣蔵（1961年、NHK） - 大野九郎兵衛
- 雨の中に消えて 第12話「美しきやどかり」（1966年、NTV）
- ある日わたしは 第24話「揺れる春」（1968年、NTV）
- コメットさん 第1期 第64話「ガイコツ砦の決斗」（1968年、TBS） - ホテルの支配人
- マイティジャック 第8話「戦慄のオーロラ」（1968年、CX / 円谷プロ） - ジャンボ機機長
- 大河ドラマ（NHK）
  - 竜馬がゆく 第50話（1968年）
  - 獅子の時代（1980年） - 患者
  - 徳川家康（1983年） - 吉川広家
  - 山河燃ゆ（1984年） - 竜田丸船長
  - 春の波涛（1985年） - 西郷従道
  - 春日局（1989年） - 山内一豊
- 夫よ男よ強くなれ 第10話「お前はクビだ!」（1969年、NET）
- あいつの季節（1969年、TBS）
- ハレンチ学園 第1話「トイレット作戦の巻」（1970年、12ch）
- 旗本退屈男 第22話（1971年、CX）
- 大忠臣蔵 第18話「分裂」（1971年、NET） - 上島源之助
- ワンパク番外地 第6話（1971年、12ch）
- 弥次喜多隠密道中 第23話「鳴門の小判鮫」（1972年、NTV）
- シークレット部隊 第20話「暑い夏! 教授と生徒の狂った戦い」（1972年、TBS）
- 太陽にほえろ!（NTV / 東宝）
  - 第6話「手錠と味噌汁」（1972年） - 吉川道夫 ※相原巨介名義
  - 第132話「走れ! ナポレオン」（1975年）
  - 第178話「リスと刑事」（1975年） - 警察病院医師
  - 第207話「絶叫」（1976年） - 楓出版社編集長
  - 第210話「栄光」（1976年） - RBBテレビ局職員
  - 第222話「蝶」（1976年） - 歩道橋の通行人
  - 第234話「おさな子」（1977年） - 吉沢謙一（土木公団業務課長）
  - 第246話「赤ちゃん」（1977年） - 山中清（厚生省麻薬取締本部課長）
  - 第253話「生きがい」（1977年） - 上田巡査（片瀬署）
  - 第280話「狼」（1977年） - 警視庁外事課職員
  - 第288話「射殺」（1978年） - 本庁査問委員
  - 第297話「ゴリ、爆走!」（1978年） - 袴田の上司
  - 第308話「新しき家族」（1978年） - 宮田宝石店長
  - 第322話「誤射」（1978年） - 矢追信用金庫職員
  - 第351話「密室殺人」（1979年） - 中里出版社員（真木の友人）
  - 第372話「最後の審判」（1979年） - 白石（ボクシング解説者）
  - 第383話「兄貴」（1979年） - 川田紡績重役
  - 第400話「スコッチ・イン・沖縄」（1980年） - 本庁幹部
  - 第410話「捜査だけが人生じゃない」（1980年） - 双見功一（矢追興業社長）
  - 第420話「あなたは早瀬婦警を妻としますか」（1980年） - 会社社長
  - 第437話「ニセモノ・ほんもの」（1980年） - カメラマン
  - 第453話「俺を撃て! 山さん」（1981年） - 東洋テレビ編成局長
  - 第470話「鹿児島・東京・大捜査線」（1981年） - 北署刑事※ノンクレジット
  - 第489話「帰って来たボス -クリスマスプレゼント-」（1981年） - 宮本社長（東日生命）
  - 第499話「こわれた時計」（1982年） - 城北署刑事
  - 第531話「マグナム・44」（1982年） - 新東和建設の上司
  - 第536話「死因」（1982年） - 早川一朗
  - 第582話「犯罪ツアー」（1983年） - 城東銀行矢追支店長
  - 第587話「殺人広告」（1984年） - 木工製作所社長
  - 第596話「戦士よ翔べ!」（1984年） - カプセルホテルフロント
  - 第625話「四色の電車」（1984年） - 若松の上司
  - 第639話「春なのに……」（1985年） - 梶田（梶田組組長）
  - 第647話「護送車強奪」（1985年） - 飯島
  - 第662話「制服よさらば」（1985年） - 山村の知人
  - 第669話「刑事にだって秘密はある!」（1985年） - 石渡正吉
  - 第676話「地図にない道」（1985年） - 弁護士
  - 第686話「俺の相棒」（1986年） - 石川社長
  - 太陽にほえろ!PART2 第1話「悪魔のような女」（1986年） - 三森社長の秘書
- ウルトラマンA 第29話「ウルトラ6番目の弟」（1972年、TBS / 円谷プロ） - 梅津正嗣 ※写真のみの出演
- 変身忍者 嵐 第34話「謎のにせ嵐出現!!」（1972年、MBS） - 本多家家臣
- 荒野の素浪人 第1シリーズ 第52話「流浪 殺しの子守唄」（1972年、NET）
- 月曜スター劇場 / 冬物語 第22話「残された時間」（1973年、NTV） - 教授
- ロボット刑事 第10話「バドーのみな殺し作戦!!」（1973年、CX） - 黒沼社長
- 必殺仕置人 第25話「能なしカラス爪をとぐ」（1973年、ABC / 松竹） - 塾長・島崎海山
- 木下恵介・人間の歌シリーズ / それぞれの秋 第10話（1973年、TBS）
- 青空浪人 第4話「火事場の剣」（1973年、NTV） - 万六
- 八州犯科帳 第6話「夜空に燃える炎の女」（1974年、CX）
- 電人ザボーガー 第19話「キリマンジャロの赤い豹」（1974年、CX） - 大原所長
- 伝七捕物帳 第35話「下町慕情・匂い袋」（1974年、NTV） - 仙五郎
- 君待てども（1974年、CX / THK）
- 大江戸捜査網（12ch→TX / 三船プロ）
  - 第155話「逆転 隠密同心」（1974年）
  - 第228話「芸者殺しの罠」（1976年）
  - 第256話「明日なき命の代償」（1976年）
  - 第298話「お化け屋敷に消えた美女」（1977年） - 高木安之助
  - 第329話「屈辱に耐えた夫婦の絆」（1978年）
  - 第405話「潜入 決死の悪人狩り」（1979年）
  - 第433話「女すり 捨身の恩返し」（1980年）
  - 第519話「つつもたせの娘」（1981年） - 三益屋
  - 第571話「牢破り 殺しの包囲網」（1982年） - 高林左門
  - 第583話「少女が襲う! 八歳の殺人者」（1983年）
  - 第608話「八丁堀情話 夫よ許して!」（1983年） - 山形屋
  - 第625話「兇悪軍団怒る! 偶然の恐怖」（1983年） - 胴元
  - 新 大江戸捜査網 第22話「恐怖! 妖女軍団」（1984年） - 倉田仙之助
- 傷だらけの天使 第2話「悪女にトラック一杯の幸せを」（1974年、NTV） - 中光商事幹部
- 華麗なる一族（1974年、NET） - 池田支店長
- 非情のライセンス（NET→ANB）
  - 第2シリーズ
    - 第1話「兇悪のアリバイ」（1974年） - 弁護士
    - 第38話「男のうたは兇悪」（1975年） - 岩渕部長
    - 第95話「兇悪のめぐり逢い」（1976年） - 村田

  - 第3シリーズ（1980年）
    - 第7話「兇悪の予言・霊感を売る女」
    - 第16話「兇悪の砂・事故死を運ぶ女」
- 闘え!ドラゴン 第20話「悪魔のレスラー」（1974年、12ch） - 福田専務
- 日本沈没 第13話「崩れゆく京都」（1974年、TBS） - 政府関係者
- 愛のサスペンス劇場（NTV）
  - ガラスの絆（1975年）
  - 薪能（1977年）
- アクマイザー3 第11話「なぜだ?! 子連れイビル」（1975年、NET） - 警官隊隊長
- 新宿警察 第6話「純情無頼」（1975年、CX）
- 子連れ狼 第3部 第4話「絹の雲」（1976年、NTV）
- 大都会シリーズ（NTV / 石原プロ）
  - 大都会 闘いの日々（1976年）
    - 第17話「約束」
    - 第25話「アバンチュール」

  - 大都会 PARTII
    - 第8話「眼には眼を」（1977年）
    - 第29話「17番ホールの標的」（1977年） - 井上順司（弁護士）
    - 第39話「グッドバイ1977」（1977年）
    - 第51話「北九州コネクション」（1978年）

  - 大都会 PARTIII
    - 第6話「東京・クライシス」（1978年） - 捜査幹部
    - 第26話「殺人予告」（1979年） - 横光猛
    - 第42話「シージャック強盗団」（1979年） - 信託銀行頭取
- 隠し目付参上 第14話「半年先の天下を見たか」（1976年、MBS）
- 三日月情話 第23話（1976年、THK）
- 気まぐれ天使 第2話「働けど……」（1976年、NTV）
- 渚より愛をこめて（1976年、THK）
- 燃えよ!ダルマ大臣・高橋是清伝（1976年、CX）
- 金曜劇場 / 前略おふくろ様 第2シリーズ 第2話（1976年、NTV） - 田辺
- 破れ傘刀舟悪人狩り 第115話「十八年目の女」（1976年、NET） - 松田屋
- 赤い衝撃 第29話「愛よ走れ!」（1977年、TBS）
- 華麗なる刑事 第13話「撃つべきだったか?」（1977年、CX）
- 快傑ズバット 第16話「殺しのぬれぎぬ 悲しみの健」、第17話「嘆きの妹 ふたりの健」（1977年、12ch） - 綾小路
- ロボット110番 第20話「百万円の大チャンス」（1977年、ANB） - 銀行支店長
- 銭形平次 第590話「悪徳の報酬」（1977年、CX / 東映） - 小杉
- スーパー戦隊シリーズ（ANB / 東映）
  - ジャッカー電撃隊 第30話「死を呼ぶ暗号! 猛毒コブラツイスト」（1977年） - 古田社長
  - 太陽戦隊サンバルカン 第21話「潮風がはこぶ愛」（1981年）
  - 大戦隊ゴーグルファイブ 第40話「秘密基地が危ない」（1982年） - 未来科学研究所医師
- 祭ばやしが聞こえる 第3話（1977年、NTV）
- 新五捕物帳（NTV / ユニオン映画）
  - 第15話「執念の十手に血が通う」（1978年）
  - 第65話「あした幸せなら」（1979年） - 大店の旦那
  - 第98話「涙で晴らす父の仇」（1980年） - 田島屋
  - 第119話「寺小屋騒動」（1980年）
  - 第133話「心中川端情話」（1981年）
  - 第146話「屋根裏の女」（1981年）
  - 第172話「情けに浮ぶだまし舟」（1982年）
- 七人の刑事 第3シリーズ 第3話「ブルートレインはふるさと行」（1978年、TBS）
- 俺たちの祭 第23話「祭の日」（1978年、NTV）
- 江戸の鷹 御用部屋犯科帖 第21話「暗黒街の子連れ狼」（1978年、ABC） - 伊勢屋次助
- 大追跡 第11話「女豹が跳んだ」（1978年、NTV）
- スパイダーマン 第7話「恐ろしきヒット曲! 歌って踊る殺人ロック」（1978年、12ch / 東映） - 村江所長
- 若さま侍捕物帳 第8話「参上!! 殺しの番号」（1978年、NTV） - 同心
- コメットさん 第2期 第22話「愛と涙のテニス」（1978年、TBS） - テニスクラブのオーナー
- UFO大戦争 戦え! レッドタイガー 第34話「鬼のすむ村」（1978年、12ch）
- Gメン'75（TBS / 東映）
  - 第193話「網走刑務所吹雪の大脱走」（1979年）
  - 第199話「土曜日にネズミを殺せ!」（1979年） - 薬局主人
  - 第213話「ニューカレドニアの逃亡者」（1979年） - 国友商事社員
  - 第246話「女子大生入試殺人事件」（1980年）
  - 第311話「裸の女の死体を運ぶ刑事」（1981年） - 城西署次席
  - 第314話「赤いレインコートの暗殺者」（1981年） - 城西署警務課長
- 江戸の旋風シリーズ（CX / 東宝）
  - 同心部屋御用帳 江戸の旋風IV 第14話「男の涙」（1979年）
  - 同心部屋御用帳 新・江戸の旋風（1980年）
    - 第11話「八丁堀慕情」
    - 第21話「肝っ玉もんの恋」
- 熱い嵐（1979年、TBS）
- 土曜ワイド劇場（ANB）
  - 0計画を阻止せよ（1979年）
  - 帝銀事件 大量殺人・獄中32年の死刑囚（1980年）
  - 無人霊柩車殺人事件 二度死んだ女（1980年）
  - 華やかな死体・赤い花は殺人予告（1980年）
  - 家政婦は見た!
    - 第4作「華やかなエリート家族の乱れた秘密（学長篇）」（1986年）
    - 第7作「華麗な一族の妖しい秘密 財テクゲームの危険な落とし穴（証券会社篇）」（1989年）
    - 第8作「銀座-京都、虚飾と欲望に燃える美しい母娘の艶やかな秘密」（1990年）

  - 佐渡が島殺人事件（1986年）
  - 密会の宿殺人事件 第2作「消し忘れたビデオの女 通夜にひろがるみだらな噂…」（1986年、東映）
  - 京都大原女の謎（1988年）
- 半七捕物帳 第9話「蟹のお角」（1979年、ANB）
- 平岩弓枝ドラマシリーズ（CX）
  - 江戸紫の女（1979年）
  - 日本のおんなシリーズII 春の翳（1981年）
- おやこ刑事 第10話「再会・俺たちに明日はない」（1979年、12ch）
- 不毛地帯 第18話（1979年、MBS） - 近畿商事常務
- ゆうひが丘の総理大臣 第37話「真夏の恋は乱戦模様!」（1979年、NTV） - まゆみの父
- 江戸の激斗 第7話「激流に消えた男」（1979年、CX / 東宝） - 榊原勘左衛門
- 土曜グランド劇場（NTV）
  - 熱中時代
    - 刑事編 第23話「KO強盗と放火魔」（1979年） - 天プラ屋主人
    - 先生編 第2シリーズ 第5話「熱中先生とさいはての少女」（1980年） - クラブの客

  - 池中玄太80キロ パートI（1980年）
    - 第1話「ハロー! 娘たちよ」
    - 第2話「忘れてた! 入学式」

  - 事件記者チャボ! 第21話「チャボもびっくり! ツッパリじいさん…?」（1984年、NTV） - 榊原
- 江戸の牙 第11話「宿敵! 炎の対決」（1979年、ANB）
- 西遊記 パート2 第9話「地獄極楽宙ぶらりん」（1979年、NTV） - 暗殺団首領
- 鉄道公安官 第36話「新幹線・消えた美人画を追え」（1980年、ANB）
- 大捜査線（1980年、CX）
  - 第4話「傷ついた野獣」
  - 第6話「青春心中」
- あさひが丘の大統領 第14話「あいつだって淋しいんだよ!!」（1980年、NTV）
- 金曜ドラマ（TBS）
  - 突然の明日 第2話「極限抱擁」（1980年）
  - くれない族の反乱（1984年）
- 噂の刑事トミーとマツ 第1シリーズ（TBS / 大映テレビ）
  - 第14話「愛の酔拳 オソ松失恋の恐怖」（1980年） - 医師
  - 第30話「チョンボな変装、尻かくさず」（1980年）
  - 第34話「海だ、水着だ、ギャル一杯」（1980年）
  - 第62話「キャッ! 水曜日の切り裂き魔」（1981年） - モデルクラブ社長
- 西部警察シリーズ（ANB / 石原プロ）
  - 西部警察
    - 第20話「爆発ゾーン」（1980年） - 清水部長
    - 第50話「少女の叫び」（1980年） - 中原良三
    - 第90話「天使の身代金」（1981年） - 田沢屋本社専務
    - 第98話「ショットガン・フォーメーション」（1981年） - 亜細亜銀行西部支店長

  - 西部警察 PART-II
    - 第8話「暁の決断」（1982年） - 城西総合病院・眼科医師
    - 第19話「燃えろ!! 南十字星」（1982年） - 土谷医師
    - 第35話「娘よ・父は…-浜刑事・絶命-」（1983年） - 城西警備保障社長
    - 第40話「ペガサスの牙」（1983年） - 佐々木稔代議士

  - 西部警察 PART-III
    - 第13話「追跡!1825日」（1983年） - 東都銀行大手町支店長
    - 第20話「40億の罠」（1983年）- 山野辺進（管理局長）
    - 第37話「さよならに接吻を」（1984年） - 星野弁護士
    - 第38話「長さんと泥棒」（1984年） - 松岡たけし（極東商事常務）
    - 第64話「14年目の賭け」（1984年） - 城西銃砲火薬店店主
- 裸の大将放浪記 第1話「裸の大将放浪記」（1980年、KTV） - 医師
- 少年ドラマシリーズ / ぼくとマリの時間旅行（1980年、NHK）
- 爆走! ドーベルマン刑事 第16話「黒バイ刑事の友情!」（1980年、ANB）
- 関ヶ原 第三夜「男たちの祭」（1981年、TBS）
- 男子の本懐（1981年、NHK）
- 秘密のデカちゃん 第18話「困ったわ!!隣りのオバサマ新登場」（1981年、TBS） - 朝日市商店組合長
- ザ・ハングマンシリーズ（ABC）
  - ザ・ハングマン（1981年）
    - 第19話「恐怖で走るダイナマイト女」 - レディーヘルツ親睦会総代
    - 第45話「浮気夫人の遺書を探れ」 - 富倉社長（富倉紡績）

  - ザ・ハングマン4 第1話「船上トバクでまる裸にされる!」（1984年） - 井原社長
- 特捜最前線（ANB / 東映）
  - 第199話「悪魔のような女!」（1981年）
  - 第225話「チワワを連れた犯罪者!」（1981年）
  - 第258話「ヨコハマストーリー!」（1982年）
  - 第301話「万引き少女の日記!」（1983年）
  - 第352話「レイプ・紅い靴の女!」（1984年）
  - 第372話「老刑事スニーカーを履く!」（1984年）
  - 第390話「判決・愛が裁かれるとき!」（1984年）
  - 第475話「単身赴任誘拐事件・窓際族の身代金!」（1986年）
  - 第491話「天使を乗せた紙ヒコーキ!」（1986年）
  - 第504話「早春の伊豆・迷路に堕ちた愛!」（1987年）
- 俺はおまわり君 第7話「うなされる、夢は女と…」（1981年、NTV）
- 走れ!熱血刑事 第24話「青春にキックオフ」（1981年、ANB / 勝プロ） - 玩具工場社長
- 鬼平犯科帳 第2シリーズ 第9話「密偵」（1981年、ANB）
- 文吾捕物帳（ANB）
  - 第1話「鬼の心」（1981年）
  - 第10話「復讐さざんかの舞」（1982年）
  - 第17話「哀れな女の夢」（1982年）
  - 第23話「ほくろ悪女いい女」（1982年）
- 土曜ドラマ（NHK）
  - 松本清張シリーズ・けものみち（1982年）
  - 白き抗争（1983年）
  - 渡辺淳一シリーズ 白夜（1984年）
- 東芝日曜劇場 / 春の希い（1982年、TBS）
- 同心暁蘭之介 第43話「小さな恋人」（1982年、CX）
- 右門捕物帖 第12話「江戸から消えた女」（1983年、NTV）
- ザ・サスペンス（TBS）
  - 残酷な旅路（1983年）
  - 骨肉の家（1983年）
  - 啜り泣く石（1984年）
- 聖母たちの行進（1983年、TBS）
- 宇宙刑事シャリバン 第25話「鬼の目に涙・天使の涙・パパ助けに来て」（1983年、ANB / 東映） - 田村社長
- 連続テレビ小説 / おしん 第208話（1983年、NHK）
- 花王 愛の劇場 / 黒革の手帖（1984年、TBS）
- 火曜サスペンス劇場（NTV）
  - 冷やかな情死（1984年）
  - 松本清張スペシャル・一年半待て（1984年、松竹）
  - 松本清張スペシャル やさしい地方（1988年、松竹）
- ライオン午後のサスペンス / 母の復讐（1984年、CX）
- 燃えて、散る 炎の剣士 沖田総司（1984年、NTV）
- 月曜ロードショー / 名探偵・金田一耕助シリーズ 第4作「霧の山荘」（1985年、TBS）
- そして戦争が終わった（1985年、TBS）
- 月曜ワイド劇場 / 自動車教習所の人妻（1985年、TBS）
- 誇りの報酬 第30話「濡れた舗道に咲いたバラ」（1986年、NTV / 東宝） - 古美術店「瑠璃」店主
- 金曜女のドラマスペシャル（CX）
  - 悪魔からの通告（1986年）
  - 私の夫はルージュが似合う（1987年）
- 木曜ドラマストリート / 展望車殺人事件（1986年、CX）
- 銭形平次（1987年、CX）
  - 第1話「刑場の花嫁」
  - 第15話「鯉のぼり、舞った」
- 水曜ドラマ（NHK）
  - イキのいい奴 第1話「ゴリラが来た」（1987年）
  - 続イキのいい奴（1988年）
  - 結婚する手続き（1988年）
- おもいっきり探偵団 覇悪怒組 第26話「宇宙からの使者」（1987年、CX）
- 年末時代劇スペシャル / 忠臣蔵 女たち・愛（1987年、TBS）
- 男と女のミステリー / 殺意（1988年、CX）
- 仮面ライダーBLACK 第36話「愛と死の宣戦布告」（1988年、TBS / 東映） - 政府の人物
- ドラマ23 / オレンジ色の診察室（1988年、TBS）
- キツイ奴ら 第7話「ナミダじゃないのよ」（1989年、TBS）
- はぐれ刑事純情派 第2シリーズ 第9話「父を見殺しにされた娘」（1989年、ANB）
- ゴリラ・警視庁捜査第8班（1989年、ANB）
  - 第16話「無法の街に愛を」
  - 第27話「瀬戸内冒険団」
- 炎の旅路（1990年、CX）
- 閨閥（1990年、TBS）
- ドラマスペシャル / ファーストレディ-さらば愛しき昭和-愛と権力への階段（1990年、TX）

### バラエティ番組
- オレたちひょうきん族